# جاجامعنخ
جاجامعنخ هو اسم خيالي لمصري قديم ساحر يظهر في الفصل الثالث من قصة مروية في بردية وستكار. يُقال إنه قام بعمل عجائب خلال عهد الملك سنفرو (الأسرة الرابعة).

## الشخصية الأدبية
يظهر جاجامعنخ فقط في القصة الثالثة من بردية وستكار – لا يوجد دليل أثري أو تاريخي على وجوده. ومع ذلك، فهو موضع اهتمام كبير لدى علماء المصريات، لأن خدعته السحرية ترتبط بفهم لاحق لشخصية الملك سنفرو. في القصة يوصف جاجامعنخ بأنه كاهن قارئ كبير.

## معجزة جاجامعنخ
وفقًا لبردية وستكار، كان الملك سنفرو في حالة مزاجية كئيبة. كان يشعر بالملل وبدأ يتجول في كل غرفة من قصره باحثًا عن أي ترفيه. عندما لم يجد شيئًا، أمر خدمه: "اذهبوا وأحضروا الكاهن القارئ الكبير وكاتب الكتب، جاجامعنخ، لي." فتم إحضار جاجامعنخ إلى سنفرو على الفور. قال سنفرو لجاجامعنخ: "لقد تجولت في كل غرفة من قصري باحثًا عن أي ترفيه، لكنني لم أجد شيئًا." أجاب جاجامعنخ: "ليذهب جلالتك إلى بحيرة القصر، بعد تجهيز مركب بكل الجميلات من داخل القصر. سيفرح قلب جلالتك برؤيتهن يجدفن ذهابًا وإيابًا. سترى أجمل طيور البحيرة وشواطئها وسيسعد قلبك عند رؤية مناظرها الجميلة." قال سنفرو: "حقًا، سأرتب مثل هذه الرحلة. أحضروا لي 20 مجذافًا مصنوعًا من خشب الأبنوس، مزخرفة بالذهب، ومقابضها مصنوعة من خشب سقاب، مغطاة بـچعم. أحضروا لي أيضًا 20 عذراء بجسم مثالي وثديين متطورين جيدًا، بشعر مجدول. دعوهن يرتدين شباكًا بعد أن يخلعن ملابسهن." تم تنفيذ كل ما طلبه سنفرو. وهكذا، جدفن ذهابًا وإيابًا وفرح قلب سنفرو عندما رأى الفتيات يجدفن.
ثم حدث أن الفتاة التي كانت تقود التجديف مرت بأصابعها عبر ضفائرها وسقطت قلادة شعر على شكل سمكة، مصنوعة من الملكيت، في ماء البحيرة. أصبحت الفتاة صامتة من الصدمة والحزن وتوقفت عن تحديد الوقت. أصبحت جميع المجدفات في خطها صامتات وتوقفن عن التجديف. سأل سنفرو: "لماذا لا تجدّفن...؟" أجابت المجدفات: "قائدتنا أصبحت صامتة، دون تجديف." استشار سنفرو الفتاة القائدة: "لماذا لا تجدّفين؟" أجابت الفتاة: "هذه القلادة المصنوعة من الملكيت الطازج هي السبب. سقطت في الماء." أعاد سنفرو الفتاة إلى مكانها وعرض عليها: "دعيني أعطيك نسخة من قلادتك كبديل." قالت الفتاة: "أفضل استعادة ممتلكاتي على الحصول على بديل." أمر الملك الآن: "اذهبوا وأحضروا الكاهن القارئ الكبير جاجامعنخ لي." وأُحضِر جاجامعنخ إلى سنفرو على الفور. قال الحاكم: "جاجامعنخ، أخي، لقد فعلت كل ما نصحتني به وانتعش قلب جلالتك عندما رأى الفتيات يجدفن. ثم سقطت قلادة سمكية مصنوعة من الملكيت الطازج، تابعة للفتاة القائدة، في الماء. أصبحت صامتة، دون تجديف. وهكذا، جعلت كل خط التجديف يتوقف.
سألتها: 'لماذا لا تجدّفين؟' وقالت: 'هذه القلادة السمكية المصنوعة من الملكيت الطازج هي السبب. سقطت في الماء.' وأجبتها: 'جدّفي! انظري، سأعوضها.' لكن الفتاة قالت: 'أفضل ممتلكاتي الخاصة على أي بديل.'" نطق جاجامعنخ بتعويذة سرية جعلت مياه البحيرة تتحرك، بحيث أصبح أحد جانبي البحيرة الآن يستقر على الجانب الآخر. كانت المياه التي كانت بارتفاع 12 ذراعًا الآن 24 ذراعًا في جانب واحد، بينما أصبح الجانب الآخر جافًا. دخل جاجامعنخ إلى قاع البحيرة والتقط القلادة السمكية المفقودة، التي كانت مستلقية على شظية من الفخار. أعاد التعويذة إلى الفتاة القائدة ثم أعاد المياه سحريًا إلى مواقعها الأصلية. قضى سنفرو بقية اليوم يحتفل مع قصره الملكي وكافأ جاجامعنخ بسخاء.

## التحليل الحديث
يرى علماء المصريات أن هناك ارتباطًا مهمًا بين الأداء السحري لجاجامعنخ وفهم شخصية الملك سنفرو. أدولف إيرمان وكورت هاينريش سيتيه اعتبروا ذات مرة أن قصص بردية وستكار مجرد فولكلور. كانوا يرون الشخصيات الأدبية مثل جاجامعنخ وأبطال الآخرين في بردية وستكار كخيال بحت، تم إنشاؤه فقط للترفيه، نظرًا لعدم وجود أدلة أثرية عليهم.
ينفي علماء المصريات الحديثون مثل فيرينا ليبر ومريم ليشثيم هذا الرأي ويجادلون بأن سيتيه وإيرمان قد يكونان فشلا في رؤية عمق هذه الروايات. يرون أن سنفرو يصور في جانب واحد ككريم ولطيف، بينما يظهر في الجانب الآخر كشخص يمكن الوصول إليه عندما يخاطب تابعًا، وهو جاجامعنخ، بـ "أخي". يذهب كلاهما أبعد من ذلك ويصفان سنفرو بأنه ماجن عندما يخبر جاجامعنخ كيف يجب أن تكون مظهر الفتيات المجدفات. تقيم ليبر وليشثيم قصة جاجامعنخ كنوع من السخرية، حيث يصور الملك على أنه أحمق بليد، يرضى بوسائل الترفيه السطحية وغير قادر على حل مشكلته مع فتاة تجديف صغيرة بمفرده. علاوة على ذلك، يضع مؤلف قصة جاجامعنخ الشخصية الرئيسية في مرتبة أعلى من الملك وينتقد الملك بذلك. بالإضافة إلى ذلك، تظهر قصة جاجامعنخ عنصر كتابة غير معتاد: خطاب داخل خطاب. يعيد سنفرو تكرار ما قاله للفتاة القائدة عندما يشرح مشكلته لجاجامعنخ. تعد بردية وستكار أول وثيقة مصرية محفوظة تحتوي على خطاب داخل خطاب. يشير ليشثيم وليبر أيضًا إلى العديد من الكتابات المصرية القديمة المماثلة ولكن الأقدم قليلاً، حيث يؤدي السحرة حيلًا سحرية مشابهة جدًا أو يقدمون نبوءات للملك. استلهمت قصصهم بوضوح من قصة ديدي. أمثلة وصفية هي البرديات pAthen ونبوءة نفرتي. في رواية نفرتي، يصور الملك سنفرو أيضًا كشخص يمكن الوصول إليه وهنا أيضًا يخاطب الملك تابعًا بـ "أخي". ومرة أخرى، تحكي قصص pAthen ورواية نفرتي عن ملك يشعر بالملل يبحث عن ترفيه. علاوة على ذلك، تظهر الروايات مدى شيوع موضوع التنبؤ منذ الدولة القديمة – تمامًا كما في قصة بردية وستكار. نظرًا لأن pAthen ونبوءة نفرتي يظهران نفس أسلوب الكلام والتعبير الغريب كما تفعل بردية وستكار، يعتبر ليبر وليشثيم أن جاجامعنخ يجب أن يكون معروفًا للمؤلفين المصريين لفترة طويلة بشكل مدهش.

## روابط خارجية
- نص وترجمة بردية وستكار (بردية برلين 3033) إلى الإنجليزية بعد نسخات A. M. Blackman (1988) (ملف PDF)
- جاجامعنخ في بردية وستكار في reshafim.org